# 한효원
한효원(韓效元, 1468년 ~ 1534년 12월 29일)은 조선의 문신이다. 자는 원지(元之), 호는 오계(梧溪), 시호는 장성(章成)이며, 본관은 청주이다. 연산군 때 지평, 장령, 정언, 집의, 수찬, 교리 등을 거쳐 중종 때는 이조참판, 병조참판, 예조참판, 동부승지, 우부승지, 좌부승지, 좌승지, 도승지, 형조판서, 공조판서, 병조판서, 호조판서, 이조판서, 우참찬, 좌참찬, 판중추부사를 지내고 이어 우의정, 좌의정을 거쳐 영의정이 되었다. 실록에서는 한효원이 김안로의 이웃에 살면서 그를 도와준 이후로 벼슬이 갑자기 높아져 사람들의 비난을 받았다고 적고 있다.